# محمد مختار (حارس مرمى)
محمد مختار لاعب كرة قدم مصري في مركز حراسة المرمى ، من ناشئي الأهلي، ويلعب حاليًا لنادي الشرقية.